# Christianne Legentil
Marie Christianne Legentil (Port Mathurin, 27 de maig de 1992) és una esportista mauriciana que competeix en judo, guanyadora de quatre medalles al Campionat Africà de Judo entre els anys 2009 i 2015.

## Palmarès internacional
| Campionat Africà | Campionat Africà      | Campionat Africà | Campionat Africà |
| Any              | Lloc                  | Medalla          | Categoria        |
| ---------------- | --------------------- | ---------------- | ---------------- |
| 2009             | Port Louis ( Maurici) | 3                | –48 kg           |
| 2013             | Maputo ( Moçambic)    | 3                | –52 kg           |
| 2014             | Port Louis ( Maurici) | 2                | –52 kg           |
| 2015             | Libreville ( Gabon)   | 2                | –52 kg           |